# 陸卿正
陸卿正（16世紀—17世紀），字廷表，南直隸常州府武進縣人，明朝政治人物。

## 生平
萬曆四十年（1612年），與弟陸卿任同中應天鄉試舉人，天啟五年（1625年）成進士，獲授真定知縣，堅拒為魏忠賢立生祠。魏忠賢敗亡，他升任禮部員外郎，負責清剿在福建興泉道肆虐的海盜劉香老；前任的康承祖、洪雲蒸不是在招撫時被殺，就是只能僥倖逃脫，人們都說此事危險，他卻說：「事不避難，大臣職責。」他起程謁見兩廣總督熊文燦，力主撫定劉香老，上述十條戰守意見；熊文燦用其策略，令劉香老自焚而死，很快餘眾林三老等人在福寧作亂，朝廷以他的功勞晉任福建福寧道參議，設伏破獲陳斌全、吳無能等人，使該處平靜。

## 引用
1. 1 2  道光《武進陽湖縣合志·卷二十五·人物志四》：陸卿正，字廷表，天啟乙丑進士。授真定令，時魏璫勢張，建祠遍天下，上官檄日四五至，卿正不為動，遷延數月，璫敗乃已。陞禮部員外郎，福建興泉道海寇劉香老橫甚，前官康承祖、洪雲蒸等徃道山招撫俱被執，雲蒸罵賊死，承祖等乘間脫歸，人咸危之。卿正慨然曰：「事不避難，臣職也。」兼程謁廣督熊文燦，力言主撫之，非條上戰守十議；熊然之用其策，香老焚死，未幾賊賊黨林三老又合餘眾寇福寧，勢復熾。朝廷以卿正功晉少參，調福寧，命將設伏大破之，獲其寇陳斌全、吳無能等入閩寇，氛遂息。
2. ↑  道光《武進陽湖縣合志·卷十八·選舉志》：（萬曆）四十年壬子科（舉人）……陸卿正 乙丑進士